# Wiki territorial
 (mars 2023).
 (février 2016).
Un wiki territorial est un wiki élaborant et hébergeant une base de connaissances liée à un espace géographique : territoire, commune, région. Initiés par une collectivité territoriale, une association ou des bénévoles, ils visent à approfondir la connaissance d'un territoire et à développer une écriture collaborative sur un territoire. 
Les champs des contenus collectés varient d'un projet à l'autre : 
- patrimoine local et le vivre ensemble sur wiki-brest[2] et WikiManche[3] ; Picardia[4] ;
- orientation annuaire (monuments rues, restaurants, etc.) pour wiki-Toulouse ;
- histoire locale (rues) et pôles d'intérêt des Rennais (musique) pour Wiki-Rennes.

La charte éditoriale et le mode de fonctionnement diffèrent aussi d'un projet à l'autre : d'une expression ouverte à l'écriture modérée.
Ces projets s'inscrivent dans une volonté d'extension des biens communs mêlant parfois les licences selon l'origine des contenus.

## Liste de wiki territoriaux de grandes villes dans le monde
Le tableau ci-dessous est adapté d'un tableau plus précis de l'Omaha Wiki, fournissant des informations des 30 plus grandes villes possédant un wiki. Il est ordonné par nombre d'articles au 31 mars 2009 (sauf archi-strasbourg.org au 19/11/2010). 24 de ces wikis utilisent le logiciel Mediawiki, cinq utilisent le logiciel Sycamore (Davis, Rochester, Santa Cruz, Chico et Toronto) et un utilise le logiciel OpenGuides (Londres). Certaines différences de méthodologie dans les statistiques propres à chaque logiciel et à certains wikis, obligent à une certaine prudence pour une stricte comparaison des données affichées.  
| Rang | Créé       | Ville                                                                     | Nombre d'articles | Nombre d'images | Nombre d'éditions | Nombre d'utilisateurs | Pays        |
| ---- | ---------- | ------------------------------------------------------------------------- | ----------------- | --------------- | ----------------- | --------------------- | ----------- |
| 1    | 2004-07-22 | Karlsruhe                                                                 | 18 072            | 9 668           | 268 179           | 2 997                 | Allemagne   |
| 2    | 2004-06-24 | Davis                                                                     | 12 561            | 16 563          | 248 737           | 9 368                 | États-Unis  |
| 3    | 2005-04-18 | « Hambourg »(Archive.org • Wikiwix • Archive.is • Google • Que faire ?)   | 11 242            | 390             | 56 554            | 301                   | Allemagne   |
| 4    | 2006-03-22 | Córdoba                                                                   | 9 158             | 4 271           | 87 556            |                       | Espagne     |
| 5    | 2006-08-28 | Cassel                                                                    | 7 637             | 4 670           | 103 960           | 538                   | Allemagne   |
| 6    | 2007-02-27 | Salzbourg                                                                 | 7 334             | 3 015           | 93 490            | 893                   | Autriche    |
| 7    | 2007-02-06 | Omaha                                                                     | 7 076             | 1 404           | 35 909            | 510                   | États-Unis  |
| 8    | 2005-12-15 | Rhine-Neckar                                                              | 6 574             | 1 620           | 50 667            | 411                   | Allemagne   |
| 9    | 2006-03-15 | Birmingham                                                                | 6 233             | 1 574           | 52 238            | 267                   | États-Unis  |
| 10   | 2005-01-18 | Rochester                                                                 | 6 040             | 3 003           | 75 019            | 3 101                 | États-Unis  |
| 11   | 2006-04-03 | Hamm                                                                      | 4 816             | 3 740           |                   |                       | Allemagne   |
| 12   | 2008-04-01 | Strasbourg                                                                | 7 000             | 25000           |                   | 1000                  | France      |
| 13   | 2007-09-01 | Ahrweiler                                                                 | 4 439             | 1 364           | 22 471            | 163                   | Allemagne   |
| 14   | 2006-12-05 | Mankato                                                                   | 3 984             | 572             | 15 254            | 99                    | États-Unis  |
| 15   | 2006-04-29 | Pforzheim-Enz                                                             | 3 959             | 2 042           | 48 898            | 296                   | Allemagne   |
| 16   | 2008-02-20 | Niederbayern                                                              | 3 663             | 4 962           | 41 615            | 540                   | Allemagne   |
| 17   | 2005-03-23 | Munich                                                                    | 3 412             | 1 027           | 41 342            | 589                   | Allemagne   |
| 18   | 2007-03-30 | Göttingen                                                                 | 3 371             | 2 146           | 21 312            | 596                   | Allemagne   |
| 19   | 2006-10-02 | Bielefeld                                                                 | 3 357             | 126             | 10 347            | 109                   | Allemagne   |
| 20   | 2006-02-27 | « Santa Cruz »(Archive.org • Wikiwix • Archive.is • Google • Que faire ?) | 3 135             | 1 603           | 16 497            | 98                    | États-Unis  |
| 21   | 2005-09-09 | Ann Arbor                                                                 | 2 982             | 404             | 20 539            | 672                   | États-Unis  |
| 22   | 2007-10-02 | Nuremberg                                                                 | 2 965             | 702             | 42 064            | 344                   | Allemagne   |
| 23   | 2006-12-09 | Londres randonnées                                                        | 2 920             | 21 903          | 2 649             | 159                   | Royaume-Uni |
| 24   | 2005-07-18 | Bloomington, USA                                                          | 2 717             | 1 159           | 22 762            | 2 480                 | États-Unis  |
| 25   | 2006-07-19 | Chico                                                                     | 2 495             | 2 070           | 18 245            | 90                    | États-Unis  |
| 26   | 2006-06-12 | Varsovie                                                                  | 2 321             | 2 899           | 36 113            |                       | Pologne     |
| 27   | 2005-12-15 | Brest                                                                     | 4 125             | 13 037          | 108 805           | 1 198                 | France      |
| 28   | 2003-07-31 | Dresde                                                                    | 2 192             | 445             | 14 204            | 88                    | Allemagne   |
| 29   | 2007-02-07 | Fürth                                                                     | 2 174             | 425             | 15 144            | 65                    | Allemagne   |
| 30   | 2007-02-16 | Toronto                                                                   | 1 985             | 768             | 9 429             | 152                   | Canada      |
| 31   | 2006-06-03 | Münster                                                                   | 1 930             |                 | 22 220            | 1 045                 | Allemagne   |
| 32   | 2006-11-21 | « Murgtal »(Archive.org • Wikiwix • Archive.is • Google • Que faire ?)    | 1 535             | 643             | 10 026            | 147                   | Allemagne   |

## Liste de wikis territoriaux français
Liste non exhaustive triée par date de création
- Wiki-Brest (lancé en avril 2006) : le projet est initié par le service Internet et expression multimédia de la ville de Brest, porté par le Pays de Brest et soutenu financièrement par la Région Bretagne[7],[8].
- Wiki Toulouse (novembre 2006) : projet libre de wiki territorial, géré par des bénévoles[9]
- Wikimanche (avril 2007) : le site est géré par l’association Wikimanche qui réunit des bénévoles passionnés par leur département[10],[11]. Le cap des 40 millions de pages lues est atteint en août 2015. Au 18 juillet 2025, plus de 30 000 articles ont été créés[12].
- Picardia (décembre 2007) : encyclopédie picarde pilotée par le conseil régional de Picardie[13],[14].
- Archi-Strasbourg devenu Archi-Wiki en 2015 (avril 2008) : projet bénévole, sans publicité, comportant 1 100 utilisateurs, 7 000 articles, plus de 25 000 photos, objectif: inventorier l'ensemble des bâtiments et lieux de Strasbourg (plus de 20 % déjà réalisé à ce jour[Quand ?]). Le site existe depuis 2003 mais n'est modifiable sous forme de Wiki que depuis sa V2 en avril 2008[6].
- « Wiki-patrimoine Saint-Herblain »(Archive.org • Wikiwix • Archive.is • Google • Que faire ?) (mai 2008) : projet du CAUE de Saint-Herblain pour valoriser le patrimoine local[15].
- Wiki-Narbonne (juillet 2008) : projet de bénévoles wikipédistes de Narbonne[16].
- Wikiarmor (janvier 2009) : wiki des Côtes-d'Armor, initié par le Conseil général.
- Wiki-Anjou (mars 2009) : projet initié par le conseil général de Maine-et-Loire avec le partenariat des Archives départementales, du Comité départemental du tourisme et de l'association Les Lyriades[17].
- WikiGarrigue (janvier 2010) : projet porté par le Collectif des Garrigues sur le territoire des garrigues (Gard-Hérault)[18]
- Wikithionville (février 2010) : projet initié par Le Centre Social Le Lierre[19].
- Wiki-Rennes (mars 2010) : projet initié par l'association Bug et la Ville de Rennes[20].
- Wikipasdecalais (décembre 2011) : projet initié par l'association éponyme concernant le territoire du département du Pas-de-Calais.
- Entreplaineetvolcans (décembre 2017) : projet en cours de création initié par l'Association Territoires Digitaux/Digital Territories couvrant le territoire de la Communauté de Communes Riom Limagne et volcans

## Wiki territorial en Belgique
WikiHuy est le premier wiki territorial créé en Belgique, en 2013, à l'initiative de l'Espace numérique de Huy et du Centre culturel de la même ville,,,,,,. Il a pour but de réunir des informations sur l'histoire de la région hutoise et de 18 communes avoisinantes, tant pour les lieux que pour les personnes, d'effectuer un travail de mémoire par l'expression de tranches de vie, de chansons, de pratiques diverses et d'établir un réseau de relations entre les habitants de cette région.